# Яблоневый (Магаданская область)
Яблоневый — упразднённый посёлок в Хасынском городском округе (Хасынском районе) Магаданской области, возле реки Ола. Упразднён в 2019 году.
Расположен у Колымской автотрассы.

## География
Расстояние до центра городского округа, посёлка городского типа Палатка — 48 км, до Магадана — 104 км, до Москвы — 6267 км.
Ближайшие населенные пункты — Карамкен (31 км), Мадаун (46 км), Атка (47 км), Палатка (47 км).

## История
7 ноября 2019 года постановлением правительства Магаданской области посёлок был упразднён.

## Население
| 2002 | 2005 | 2006 | 2007 | 2010 |
| ---- | ---- | ---- | ---- | ---- |
| 0    | →0   | →0   | →0   | →0   |

## Транспорт
- Ближайший воздушный узел — аэропорт «Магадан» (Сокол) — в 72 км.